# Matt Stone
Matthew Richard Stone (Houston, Texas; 26 de mayo de 1971) más conocido como Matt Stone, es un actor, guionista, productor, comediante, músico y actor de doblaje estadounidense. Es conocido por ser uno de los creadores de la serie de televisión South Park.

## Biografía
De madre judía
, nació en Houston, Texas, pero fue criado en un suburbio de Littleton, Colorado en Denver, formado en el instituto Heritage High School. Tiene títulos en cinematografía y matemáticas de la Universidad de Colorado en Boulder. En 1997, el canal de televisión estadounidense Comedy Central debutó South Park, creada por él y Trey Parker. 
Ganador de cuatro premios Emmy, en South Park es la inspiración para el personaje Kyle Broflovski, desde la apariencia del personaje hasta en sus padres.
A partir de 2007, Parker es atribuido a la dirección y guiones de la gran mayoría de los episodios de South Park, y la expresión de la mayoría de los personajes regulares e invitados, lo que lleva a cuestionar la participación de Stone en el proceso creativo por parte de los fanes. De acuerdo con un artículo del 2007 de un Maclean por Jaime J. Weinman, Stone se ocupa de la parte comercial de la serie como su coordinador de producción, responsable del montaje de los distintos elementos, y asegurarse de que estos lleguen a tiempo y dentro del presupuesto. Stone comentó a IGN: "Yo no soy un buen director, ya lo sé. No soy un actor muy bueno tampoco, y yo lo sé, pero es bueno saber eso." Como Parker es "auto-reconocidamente a-social" y no de confrontación, Stone es el que maneja los conflictos con la red sobre temas de censura y los contratos de concesiones, entrevistas con los medios de comunicación a raíz de los episodios polémicos, y actúa como un intermediario entre Parker y otros cuando este dice cosas provocativas. Weinman comparado la relación Parker y Stone a la de Larry David y Jerry Seinfeld, y sugirió que Parker no sería capaz de salir a decir cosas ofensivas sin Stone.

## Filmografía

### Colaboraciones con Trey Parker
- Team America: World Police (2004): coescritor, voces, productor
- That's My Bush! (Serie de televisión, 2001): cocreador, escritor, productor ejecutivo
- "Even If You Don't" por Ween (video musical, 2000): director
- South Park: Bigger, Longer & Uncut (1999): voces, coescritor, productor
- BASEketball (1998): actor
- South Park (Series de televisión, 1997-presente): cocreador, voces, escritor, música adicional, productor ejecutivo
- Orgazmo (1997): actor, coescritor, productor
- The Spirit of Christmas (Jesus vs. Santa, 1996; Frosty vs. Santa, 1992)
- Cannibal! The Musical (1994): actor, coescritor, productor

### Miscelánea
- Bowling for Columbine (2002)

### Voces en South Park
- Kyle Broflovski
- Kenny McCormick
- Butters Stotch
- Tweek Tweak
- Pip Pirrup
- Big Gay Al
- Jesús
- Gerald Broflovski
- Saddam Hussein
- Jimbo Kern
- Craig Tucker
- Bradley Biggle
- Terrance
- Kevin Stoley
- Stuart McCormick
- Sr. Adler
- Starvin' Marvin
- Padre Maxi
- Damien Thorn
- Terrance Mephisto
- Ryan Valmer

## Musicales (Broadway)
- The Book of Mormon (estrenado en 2011)